# Portrait de groupe avec dame (roman)
Pour les articles homonymes, voir Portrait de groupe avec dame (film).
Portrait de groupe avec dame (titre original : Gruppenbild mit Dame) est un roman de l'écrivain allemand Heinrich Böll paru en Allemagne en 1971.

## Trame de l'œuvre
Heinrich Böll esquisse ainsi son roman : « J'ai essayé de décrire ou d'écrire le destin d'une femme allemande qui approche de la cinquantaine, et qui a eu à porter tout le poids de cette Histoire entre 1922 et 1970 ». Le narrateur, qui dans ce roman se qualifie d'« auteur », entreprend des recherches sur la biographie de Léni, une femme allemande de 48 ans qui se refuse à tout conformisme social et qui s'attire les foudres de la société de consommation compétitive et productiviste.

## Récit
Hélène Maria Pfeiffer (Léni), née en 1922 d'un père entrepreneur dans le bâtiment, a été élevée dans une école monastique. Elle a été membre du Bund Deutscher Mädel. Après une vague liaison amoureuse, elle épouse - mais pas en blanc - le sous-officier Alois Pfeiffer, qui trois jours plus tard, meurt tué sur le front oriental - et elle ne portera pas le deuil. Pendant la guerre, la famille de Léni a eu des revers de fortune - le père est condamné à perpétuité et la mère en meurt de désespoir -, de sorte que maintenant Leni se voit seule, face à l'insécurité de la vie. Vers la fin de la guerre, elle a donc été employée d'office dans l'atelier d'un magasin de fleurs de cimetière, pour y confectionner des gerbes. Là elle s'éprend d'un russe, prisonnier de guerre, Boris Koltowski. Après l'armistice, ayant été contrôlé par des soldats alliés auxquels il a présenté les faux papiers militaires allemands que Leni lui avait procuré, il est arrêté, et meurt un peu plus tard dans un accident minier en Lorraine. Léni éduque alors leur fils, Lev, dans sa perspective de non-assujettissement à l'argent. Mais le voici bientôt - à 23 ans, éboueur - en prison pour falsification de documents, ayant voulu aider sa mère menacée d'expulsion par les membres de sa famille, parce qu'elle loue plusieurs pièces de la maison des parents à des travailleurs émigrés, et qu'elle est enceinte de Mehmet, l'un d'eux. Une barricade, à grand renfort de camions de ramassage, et un comité de soutien fondé tout spécialement pour l'occasion, auquel l'« auteur »  a adhèré, évite finalement que Léni ne soit contrainte de quitter la maison parentale.
La fin du roman raconte la liaison de Léni avec le travailleur émigré turc Mehmet. Cette liaison s'apparente à l'amour de Léni pour Boris, qui lui avait valu d'être diffamée et apostrophée avec des termes orduriers. Léni n'est pas affectée par ces tendances sociales qui tendent à  marginaliser certains groupes et à les traiter avec dédain, comme s'ils étaient eux aussi des restes de la société. 
Tous les documents, comptes-rendus, procès-verbaux, lettres, pièces et témoignages rassemblés par l'« auteur », qu'ils soient fictifs ou authentiques, tels les dossiers du procès de Nuremberg, sont rapportés tels qu'ils sont en original, ou cités ou bien encore reformulés. S'ajoutent les témoignages d'une cinquantaine de personnes - témoins de l'époque - racontant leur version de faits vécus personnels et/ou politiques, de sorte qu'on obtient un panorama de destins, qui reflète l'Histoire allemande de cette période mouvementée et hasardeuse comprise entre 1922 et 1970.

## Perception de l'œuvre
Comme dans ses précédents romans, Heinrich Böll montre l'esthétique de l'humain par l'amour, la cordialité, la serviabilité qu'il attribue à une figure féminine. Mais elle est plus humaine que ses prédécesseuses. Elle fait ce qu'elle juge bon de faire. Elle est de nature naïve et pure, généreuse et serviable, elle ne craint aucune menace, aucune difficulté et ne se plie devant aucune autorité. Böll est parvenu à faire évoluer à travers la figure de Léni sa conception de l'humain, comme il l'a exposé dans ses cours à l'université de Francfort-sur-le-Main. Il montre une femme courageuse et forte mais rebelle et la fait évoluer dans le contexte social et la plage de temps respectifs.
Quelques mois avant l'obtention du Prix Nobel de littérature - alors qu'il ne savait encore rien de la décision qu'allait prendre l'Académie de Stockholm -, il confie :
« Il ne s'agit pas d'une réaction consciente en écho à la littérature documentaire, mais d'une tentative d'ajout, l'idée présomptueuse que la littérature au sens commun du terme est… enfin qu'avec la littérature, on peut très bien documenter quelque chose. » 
Le critique littéraire Marcel Reich-Ranicki écrit : « Jamais encore on n'avait pu observer chez Böll une telle profusion de sujets et de milieux, de faits, de figures et de sites. Dans certains chapitres, les idées, littéralement foisonnantes, peuvent désorienter quelque peu le lecteur. L'auteur, dont le sens de l'observation ne peut que difficilement être surpassé, et la sensibilité, l'imagination ne connaissent pas de limites, n'a que l'embarras du choix. » 

## Filmographie
- Portrait de groupe avec dame